# ヨネヤマママコ
ヨネヤマ ママコ（1935年3月15日 - 2023年9月20日）は、日本のパントマイミスト、振付師、女優、モデル。本名は米山ママコ（よねやま ままこ）。米山 曼舞子（よねやま ままこ）名義での映画出演もある。

## 年譜
- 1935年 - 山梨県南巨摩郡身延町に生まれる。幼少より石井漠門下であった父よりバレエを習う。
- 1952年 - 東京教育大学（現：筑波大学）体育学部に入学。在学中に江口隆哉、大野一雄に師事。
- 1954年 - 初のパントマイム「雪の夜に猫を捨てる」発表。
- 1955年 - 初来日したマルセル・マルソーの公演をみる。
- 1956年 - 東京教育大学卒業。
- 1957年 - 今井重幸の阿佐ヶ谷スタジオでモダンダンスを教える。今井は彼女を現代舞台芸術協会に招き5年間指導する一方、バレー・マイムというジャンル名を考案してデビューに導いた。この頃、同スタジオにて土方巽と出会う。
- 1960年 - アメリカのUCLA、ACT劇団などでパントマイムを教えながら独自のメソッドを築く。
- 1972年 - 帰国し「ママコ・ザ・マイムスタジオ」を設立。 あらい汎らが参加。
- 1991年 - フランスのパリ郊外にアトリエを構える。この頃「パンカゴ」という表現形式（パントマイム・歌・語りの融合）を確立する。
- 1992年 - 蘆原英了賞を受賞。
- 2023年9月20日 - 老衰のため埼玉県の病院で死去[1][2]。88歳没。

## 人物
- 1960年、俳優の岡田真澄と期限付き結婚をするが、1961年に離婚。
- 弟子にあらい汎、服部よしこ、江ノ上陽一、小野廣巳、松元ヒロ、麗花がいる。

## 主な舞台
1958年 俳優座劇場、 劇団人間座・現代舞台芸術協会合同公演　
- 『埴輪の舞』企画・プロデュース（堤世王己、土方巽）、作曲：今井重幸
- 『ハンチキキ』：今井重幸 作曲：原田甫 共演：土方巽、 大野一雄

1960年
- 状況そして状況（銀座ガスホール）
- 赤い繭（草月会館ホール） 草月コンテンポラリー・シリーズ6 作曲家集団12月の会
- 春乱舞（1975年、VAN99ホール）
- パープル・シアターの夕べ（1976年、東京金属健保会館）
- 月に憑かれたピエロ（シェーンベルク作、2004年、東京藝術大学奏楽堂）

## 映画
- 拳銃を磨く男 深夜の死角（1960年、東映）
- お姐ちゃんはツイてるぜ（1960年、東宝）
- 翔べイカロスの翼（1980年、映画センター）
- 里見八犬伝（1983年、東映 / 角川映画） - 船虫 役
- ご挨拶 第2話「佳世さん」（1991年、東映アストロ） - 白井秀子 役
- Beautiful Sunday（1998年、シネカノン） - 大久保絹代 役
- 来る（2018年、東宝） - 田原志津 役
- キャラクター（2021年、東宝）

## テレビドラマ
- 不思議なパック（NHK）
- おかあさん「天国往来」（1960年、KRテレビ）
- おばけの島（1960年、NHK）
- 悪い奴（1961年、NHK教育）
- みんなマドンナ（1987年、日本テレビ）

## その他のテレビ番組
- 私はパック（1958年、NHK） - パック 役（司会）
- クレージーキャッツショー（1958年、フジテレビ）
- 第10回NHK紅白歌合戦（1959年、NHK） - ゲスト
- ジェスチャー（1961年3月28日、NHK） - ゲスト
- NHK TV60ミニドラマ『ブラウン・カーン』（2013年、NHK総合） - おばあちゃん 役

## 振付
- ゆかいな海賊大冒険（1982年・1983年・1984年） ※ジャパンアクションクラブ（JAC）ミュージカル

## 著書

### 単著
- 砂漠にコスモスは咲かない（1977年、講談社）

### 共著
- ペーパームーン 20（1980年、新書館）
- 読む化粧品 3 表情のエスプリ（1981年、人間と歴史社）